# Ренкаунтри, Ченси
Ченси Ренкаунтри (англ. Chance Rencountre; род. 31 декабря 1986 года, США) — американский боец смешанных единоборств, представитель полусредней весовой категории. Выступает на профессиональном уровне, начиная с 2013 года. Известен по участию в турнирах крупных бойцовских организаций UFC и Bellator MMA, а также выступал в Titan FC.

## Биография
Ченси Ренкаунтри родился 31 декабря 1986 года в США. Боец смешанных единоборств, выступающий под флагом США.

### Карьера в смешанных единоборствах
Ренкаунтри дебютировал в смешанных единоборствах на профессиональном уровне 8 марта 2013 года, выиграв у своего оппонента единогласным судейским решением. Выступал на турнирах бойцовских организаций UFC, Bellator MMA, Titan FC. Представляет команду «ALLIANCE MMA».

### Bellator MMA
Имея рекорд ММА 8-1, Ренкаунтри подписал контракт с Bellator MMA. Дебютный бой он проиграл Джастину Паттерсону раздельным решением судей на турнире «Bellator 151 — Warren vs. Caldwell». В своём втором бою встретился с Джейком Линдси на «Bellator 171 — Guillard vs. Njokuani» и выиграл раздельным решением. В своем третьем бою в Bellator MMA он встретился со своим обидчиком Джастином Патерсоном и взял у него реванш, одержав победу удушением (брабо) в первом же раунде.

### Ultimate Fighting Championship
1 июня 2018 года Ренкаунтри дебютировал в UFC, проиграв дебютный бой Белалу Мухаммеду единогласным решением судей на турнире UFC Fight Night: Rivera vs. Мораес.
6 июля 2019 года на UFC 239 он встретился с Исмаилом Наурдиевым и выиграл единогласным решением судей.
19 января 2019 года на «UFC Fight Night: Cejudo vs. Dillashaw» он встретился с Кайлом Стюартом и выиграл удушающим приёмом сзади.
2 ноября 2019 года на UFC 244 Ренкаунтри уступил Лайману Гуду техническим нокаутом в третьем раунде.

## Таблица выступлений
| Боёв 21  | Побед 16 | Поражений 5 |
| -------- | -------- | ----------- |
| Нокаутом | 6        | 2           |
| Сдачей   | 5        | 0           |
| Решением | 5        | 3           |

| Результат | Рекорд | Соперник          | Способ                                                 | Турнир                                | Дата             | Раунд | Время | Место | Примечание                                     |
| --------- | ------ | ----------------- | ------------------------------------------------------ | ------------------------------------- | ---------------- | ----- | ----- | ----- | ---------------------------------------------- |
| Поражение | 16-5   | Андрей Корешков   | Техническим нокаутом (удар ногой в корпус и добивание) | Bellator 274                          | 19 февраля 2022  | 1     | 0:38  | США   |                                                |
| Победа    | 16-4   | Джейк Линдси      | Сабмишнем (удушение сзади)                             | FAC 11 Fighting Alliance Championship | 10 декабря 2021  | 2     | 0:44  | США   |                                                |
| Победа    | 15-4   | Клифф Райт        | Сабмишнем (удушение сзади)                             | FAC 8 Fighting Alliance Championship  | 7 мая 2021       | 1     | 4:58  | США   |                                                |
| Поражение | 14-4   | Лайман Гуд        | Техническим нокаутом (удары)                           | UFC 244                               | 2 ноября 2019    | 3     | 2:03  | США   |                                                |
| Победа    | 14-3   | Исмаил Наурдиев   | Решением (единогласным)                                | UFC 239                               | 6 июля 2019      | 3     | 5:00  | США   |                                                |
| Победа    | 13-3   | Кайл Стюарт       | Сабмишном (удушение сзади)                             | UFC Fight Night: Cejudo vs. Dillashaw | 19 января 2019   | 1     | 2:25  | США   |                                                |
| Поражение | 12-3   | Белал Мухаммад    | Решением (единогласным)                                | UFC Fight Night: Rivera vs. Moraes    | 1 июня 2018      | 3     | 5:00  | США   |                                                |
| Победа    | 12-2   | Крис Харрис       | Сабмишном (удушение сзади)                             | C3 Fights: Border Wars                | 10 февраля 2018  | 1     | 2:42  | США   | Завоевал титул "C3 Fights" в полусреднем весе. |
| Победа    | 11-2   | Джастин Паттерсон | Сабмишном (удушение Брабо)                             | Bellator 184                          | 6 октября 2017   | 1     | 2:58  | США   |                                                |
| Победа    | 10-2   | Брайан Монаган    | Техническим нокаутом (удары)                           | DCS 33: Spring Brawl 2017             | 1 апреля 2017    | 3     | 3:02  | США   | Завоевал титул "DCS" в полусреднем весе.       |
| Победа    | 9-2    | Джейк Линдси      | Решением (раздельным)                                  | Bellator 171                          | 27 января 2017   | 3     | 5:00  | США   |                                                |
| Поражение | 8-2    | Джастин Паттерсон | Решением (раздельным)                                  | Bellator 151                          | 4 марта 2016     | 3     | 5:00  | США   |                                                |
| Победа    | 8-1    | Джо Хейлэнд       | Решением (единогласным)                                | C3 Fights: Beltran vs. Stafford       | 5 декабря 2015   | 3     | 5:00  | США   |                                                |
| Поражение | 7-1    | Джеймс Накашима   | Решением (единогласным)                                | RFA 30: Smith vs. Jardine             | 14 сентября 2015 | 3     | 5:00  | США   |                                                |
| Победа    | 7-0    | Эндрю Паркер      | Техническим нокаутом (удары)                           | Legend Fights                         | 24 июля 2015     | 1     | 3:09  | США   |                                                |
| Победа    | 6-0    | Майк Джексон      | Решением (единогласным)                                | C3 Fights: Rencountre vs. Jackson     | 24 января 2015   | 3     | 5:00  | США   |                                                |
| Победа    | 5-0    | Зак Келли         | Техническим нокаутом (удары)                           | Oklahoma Fighting Championship 3      | 22 ноября 2014   | 2     | 0:42  | США   |                                                |
| Победа    | 4-0    | Хосе Брюэр        | Нокаутом (удар)                                        | C3 Fights: Border Wars 2014           | 8 февраля 2014   | 1     | 0:28  | США   |                                                |
| Победа    | 3-0    | Рашид Абдуллах    | Нокаутом (удар)                                        | C3 Fights: Fall Brawl 2013            | 12 октября 2013  | 1     | 2:06  | США   |                                                |
| Победа    | 2-0    | Джейсон Уитт      | Техническим нокаутом (удары)                           | Titan FC 26                           | 30 августа 2013  | 2     | 0:56  | США   |                                                |
| Победа    | 1-0    | Уэсли Салливан    | Решением (единогласным)                                | Rhino Fighting Championships 6        | 8 марта 2013     | 3     | 5:00  | США   |                                                |

## Титулы
- C3 Fights
  -  Чемпион в полусреднем весе.
- DCS
  -  Чемпион в полусреднем весе.